# Берлингтон (Северна Каролина)
Берлингтон (енгл. Burlington) град је у америчкој савезној држави Северна Каролина.

## Демографија
По попису из 2010. године број становника је 49.963, што је 5.046 (11,2%) становника више него 2000. године.
| Група             | 2000.          | 2010.          |
| Белци             | 27.828 (62,0%) | 26.087 (52,2%) |
| Афроамериканци    | 11.252 (25,1%) | 13.998 (28,0%) |
| Азијати           | 766 (1,7%)     | 1.027 (2,1%)   |
| Хиспаноамериканци | 4.525 (10,1%)  | 7.990 (16,0%)  |
| Укупно            | 44.917         | 49.963         |